# صموئيل إليس (لاعب كريكت)
صموئيل إليس (23 نوفمبر 1851 - 28 أكتوبر 1930) (بالإنجليزية: Samuel Ellis)‏ هو لاعب كريكت بريطاني (وحمل سابقاً جنسية المملكة المتحدة لبريطانيا العظمى وأيرلندا).